# 사람 만들기
《사람 만들기》(영어: Role Models)는 미국에서 제작된 2008년 코미디 영화이다. 데이비드 웨인이 연출하고, 폴 러드, 켄 머리노, 티머시 다울링과 공동 각본을 작성하였다. 폴 러드, 숀 윌리엄 스콧, 크리스토퍼 민츠플라스, 보비 J. 톰프슨, 엘리자베스 뱅크스 등이 출연하고, 루크 그린필드 등이 제작에 참여하였다.
2008년 10월 19일 오스틴 영화제에서 전 세계 최초로 상영된 후 미국에서 11월 7일 개봉하였다. 대체로 긍정 평가를 받았으며, 극장 흥행에도 성공하였다. 2009년 제14회 크리틱스 초이스 영화상 코미디 부문 작품상 후보에 올랐다.

## 줄거리
에너지 음료 "미너토어" 영업 사원 대니와 휠러는 미너토어 트럭을 타고 여러 고등학교를 순회하며 홍보 행사를 연다. 일을 즐기는 휠러와 달리 대니는 직장에 장래성이 없다고 여기며 우울해한다. 대니의 염세적 태도는 변호사 여자친구 베스와의 관계에도 악영향을 끼치고, 베스는 대니의 청혼을 거절한다.
충격의 여파로 홍보 행사를 망쳐버린 대니는 주차 금지 구역에 대놓은 미너토어 트럭이 견인되는 사태를 억지로 막으려고 하다가 학교 경비원을 트럭으로 칠 뻔한 뒤 그대로 트럭을 끌고 학교 동상 위로 기어오르는 사고를 친다. 둘은 기소를 당하고, 베스는 30일 징역형을 150시간 지역 사회 봉사 활동으로 대체하는 판결을 얻어낸다.
둘은 과거 약물 중독자였던 게일 스위니가 운영하는 비행 청소년 지도 프로그램 스터디 윙스에 들어가 돌볼 아이를 한 명씩 배정 받는다. 휠러는 아버지에게서 버림받았다는 공통점이 있는 아이 로니에게 록 밴드 키스 사랑을 공유한다. 또한 가슴 페티시즘인 로니에게 이를 자제하는 법을 가르친다. 중세 라이브 액션 롤플레잉 게임(LARPG) "레어"에 열중하는 청소년 오기와 짝 지어진 대니는 레어에 들어가 오기와 차차 유대감을 형성한다.
오기는 레어의 왕인 아거트론에게 접근해 시해하는 데 성공하지만, 아거트론 왕은 오기가 거짓말을 한다고 우긴다. 오기 편을 들던 대니가 설전 중에 왕을 밀치면서 오기와 대니는 게임에서 영구 제명을 당한다. 이어 저녁 식사 자리에서 대니는 오기의 취미를 폄하하는 오기 어머니와 남자친구를 책망한다. 한편 휠러는 로니를 파티에 데려가지만 새로 낚은 여자와 성관계를 맺는 데 정신이 팔려 어린 로니가 한밤중에 홀로 집까지 걸어가게 만든다. 오기와 로니의 부모님들이 새 멘토 지정을 요구하자 게일이 대니와 휠러를 방출하면서 둘은 실형을 살 위기에 처한다.
대니는 왕에게 자신과 오기가 최후의 1인을 남기는 전투를 할 수 있게 해달라고 청한다. 하지만 왕은 오기의 레어 내 "국가"인 잰시아 구성원들에게 오기와 함께 싸운다면 응징이 뒤따를 거라고 경고한다. 잰시아에서 추방된 오기는 대니와 함께 레어에 새 나라를 세우고, 휠러와 로니가 합류한다. 이들은 나라 이름을 "키스마이앤시아(Kiss-My-Anthia)"로 짓고 키스 코스튬을 입고 키스를 주제로 꾸민 미너토어 트럭을 끌고 전투장에 나타난다.
결국 오기는 왕을 또 한 번 죽이고 새 왕으로 즉위해 환호를 받지만, 이때 에스플린이란 이름으로 활동하는 세라라는 게임 구성원이 오기를 기습하고 새 여왕으로 등극한다. 오기는 에스플린 여왕에게 부군으로 선택 받고 현실에서도 세라와 연애 관계로 발전한다. 오기 부모님은 오기의 취미를 존중해주는 쪽으로 변화하고, 게일은 대니와 휠러가 감옥에 가지 않게 돕고, 대니와 베스는 재결합한다.

## 출연
- 폴 러드 - 대니 역
- 숀 윌리엄 스콧 - 휠러 역
- 크리스토퍼 민츠플라스 - 오기 파크스 역
- 보비 J. 톰프슨 - 로니 실즈 역
- 엘리자베스 뱅크스 - 베스 역
- 제인 린치 - 게일 스위니 역
- 켄 정 - 아거트론 왕 역
- 케리 케니실버 - 리넷 역
- 켄 머리노 - 짐 역
- 니콜 랜들 존슨 - 캐런 역
- A. D. 마일스 - 마틴 게리 역
- 조 로트룰리오 - 쿠직 역
- 빈센트 마텔라 - 아토니어스 역
- 맷 월시 - 글렌크라켄의 다비스 역
- 제시카 모리스 - 교사 린다 역
- 칼리 크레이그 - 코니 역
- 키건마이클 키 - 두에인 역
- 어맨다 리게티 - 이저벨 역
- 요마 터코니 - 그래픽 담당 미치 역
- 루이 C.K. - 학교 경비원 역

## 기타 제작진
- 배역: 리사 비치, 세라 캐츠먼
- 미술: 스티븐 J. 라인위버
- 세트: 더글러스 A. 모엇
- 의상: 몰리 매기니스